# Bilbao (Guatemala)

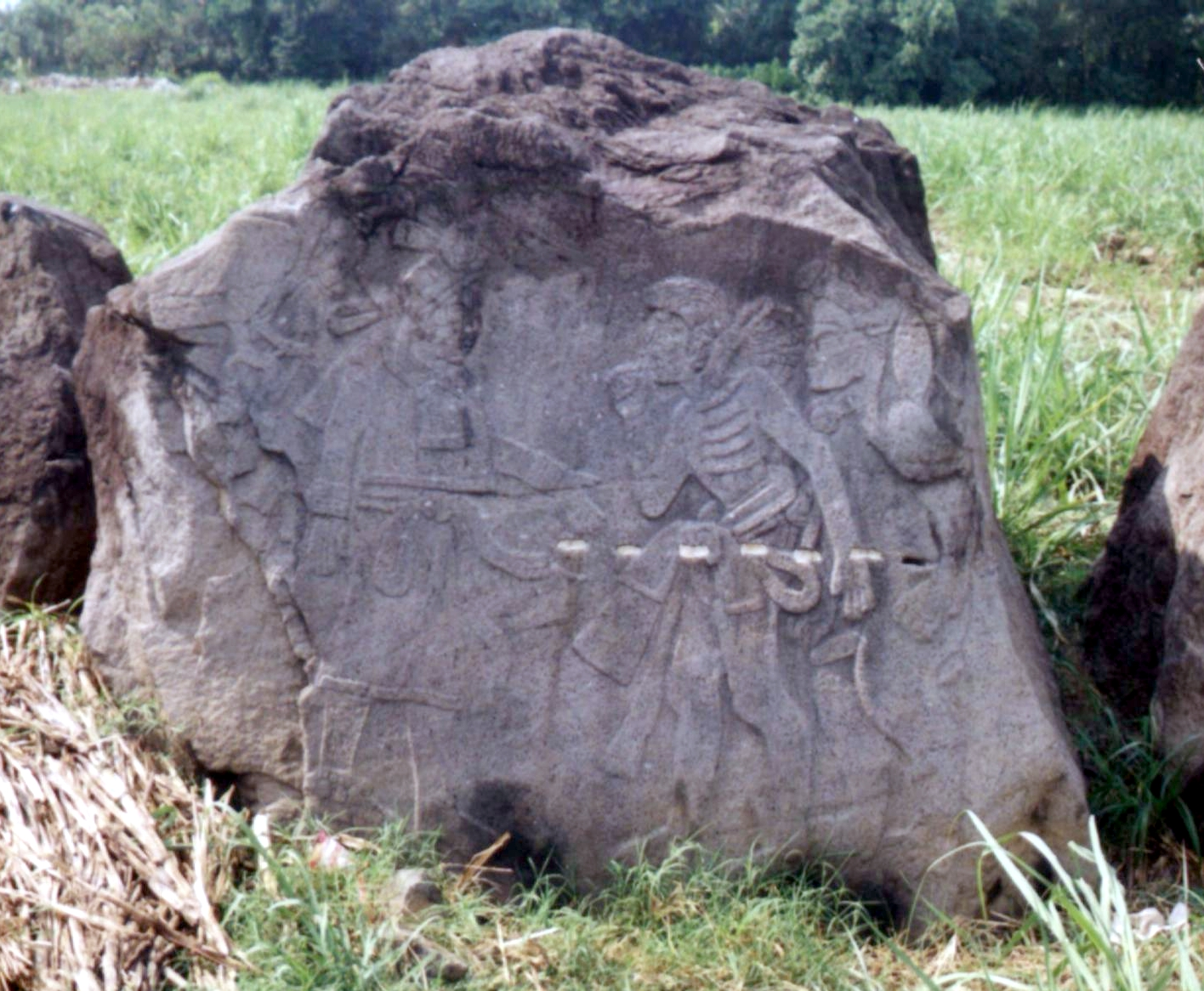
Der Monumentalstein Nr. 19 befindet sich noch auf dem Gelände der Finca – es wurde versucht ihn zu spalten. Er zeigt drei Figuren, von denen die größere linke der ausgemergelten rechten Figur mit einem ausgeprägten Hüftschmuck sowie deren Begleiter Hilfe anzubieten scheint.

Bilbao ist eine archäologische Fundstelle im Süden Guatemalas. Zusammen mit anderen Fundstellen in der Umgebung (El Baúl, El Castillo und mehreren kleineren Stätten) wird sie der Cotzumalhuapa-Kultur zugerechnet, die ihrerseits wiederum unter dem Oberbegriff der präkolumbischen „Pazifikkulturen“ subsumiert wird, wobei keiner der archäologisch interessanten Ausgrabungsorte unmittelbar an der Pazifikküste liegt.

## Lage und Klima
Die ehemalige Kaffeeplantage der Finca Bilbao, nach der die archäologische Stätte benannt ist, befindet sich etwa 2 km nördlich der Ortschaft Santa Lucía Cotzumalguapa im Departamento Escuintla in einer Höhe von ca. 520 m. Das heute teilweise bebaute oder von Zuckerrohrfeldern bedeckte Gelände der Finca ist etwa 50 km (Luftlinie) von der Pazifikküste entfernt. Aufgrund der häufigen Regenfälle und des nahegelegenen Ozeans ist das vorherrschende Klima recht schwül. Die Kette der Vulkanberge im Hinterland, darunter der häufig Aschewolken ausspeiende Fuego, tragen zum subtropischen Wetter bei.

## Geschichte
Wie in El Baúl, so werden auch die meisten Monumente der archäologischen Stätte von Bilbao der Spätklassik (ca. 600 bis 800 n. Chr.) zugeordnet. Beide Stätten umfassten – zusammen mit El Castillo – ein Gebiet von etwa 10 km², dass durch 11 bis 14 m breite, in Teilen gepflasterte Straßen verbunden war.
Einige Stelen der archäologischen Stätte von Bilbao wurden Mitte des 19. Jahrhunderts entdeckt und beschrieben. Durch Zeichnungen des österreichischen Reisenden Dr. Habel aus dem Jahr 1862 gelangten einige Monumente dem damaligen Direktor des Berliner Völkerkundemuseums Adolf Bastian (1826–1905) zur Kenntnis, der sie auf einer Reise im Jahre 1876 für das Museum erwarb. In den Jahren 1877/78 engagierte sich ein Deutscher mit Namen Karl Hermann Berendt bei der Bergung einiger Stelen, die – um Gewicht zu sparen – zu Platten zersägt wurden. Im Jahr 1881 wurden diese Platten nach Stettin verschifft, von wo aus sie nach Berlin weitertransportiert wurden, wo sie heute im Ethnologischen Museum – wieder zu Stelen ergänzt – zu sehen sind.

## Monumente
Nur wenige reliefierte Steine sind noch auf dem Gelände der Finca verblieben. Alle übrigen befinden sich in Museen, darunter auch im Ethnologischen Museum in Berlin. Die vier nach Berlin gelangten Stelen sind stilistisch sehr einheitlich gestaltet; auch wenn sie keinerlei Datumsglyphen tragen kann man davon ausgehen, dass sie in einem engen zeitlichen Zusammenhang geschaffen worden sind. Zwei der Stelen sind von einem Rahmen umgeben; alle vier zeigen Flachreliefs von Ballspielern im unteren Teil und Götterfiguren, deren Köpfe deutlich plastischer gearbeitet sind und aus dem Stein hervorzutreten scheinen, in der oberen Sphäre. Die Ballspieler tragen allesamt Jochsteine (yugos) um die Hüften und einen reichen Kopfschmuck; ihre Köpfe und ihre angewinkelten linken Arme sind zum Himmel erhoben, die Hände sind teilweise mit Schutzriemen umwunden. Zwischen der unteren Ebene und der Sphäre der Götter sind kreisförmige Glyphen und/oder sprechblasenartige Gebilde zu sehen.

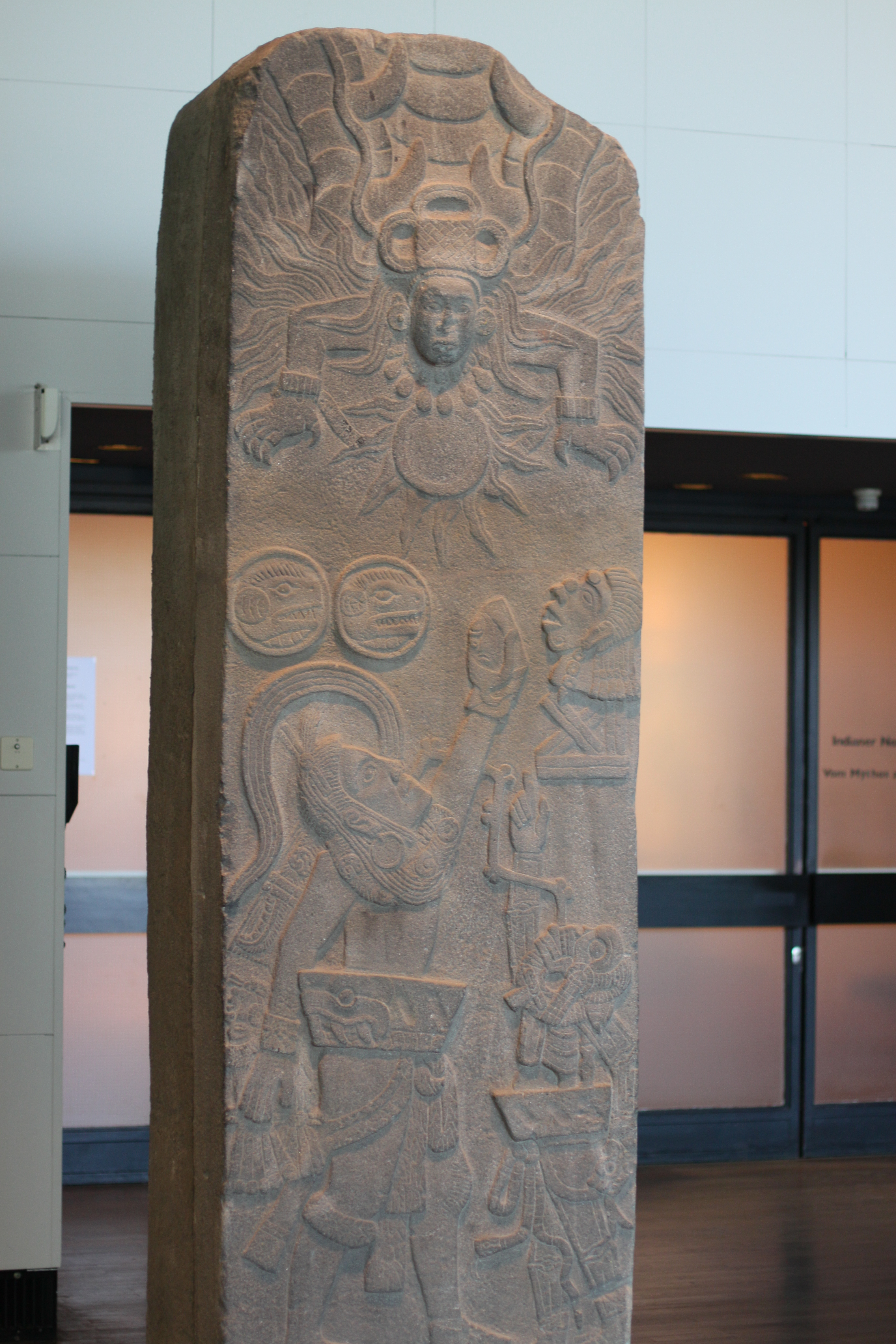
Stele Nr. 1
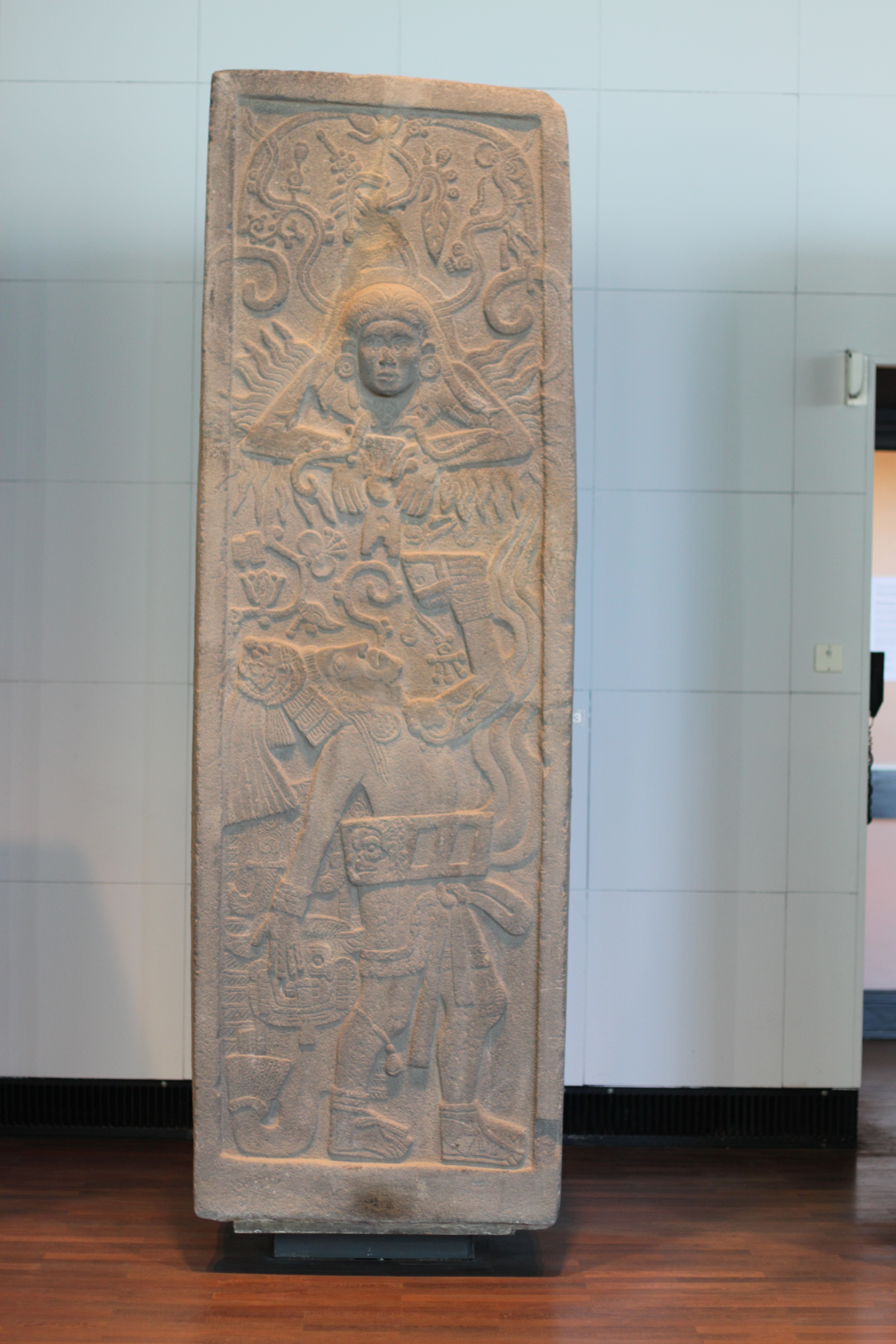
Stele Nr. 2
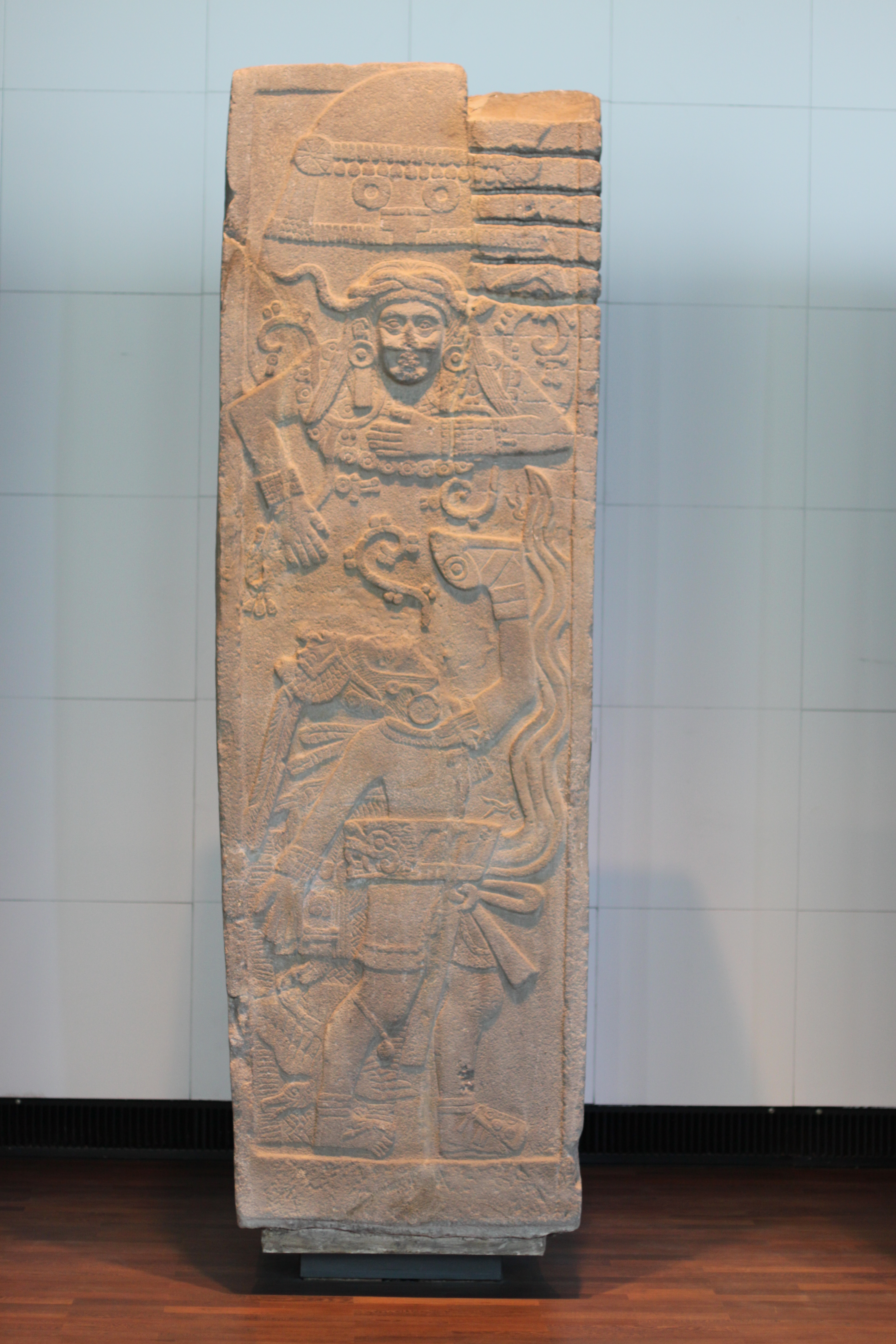
Stele Nr. 3
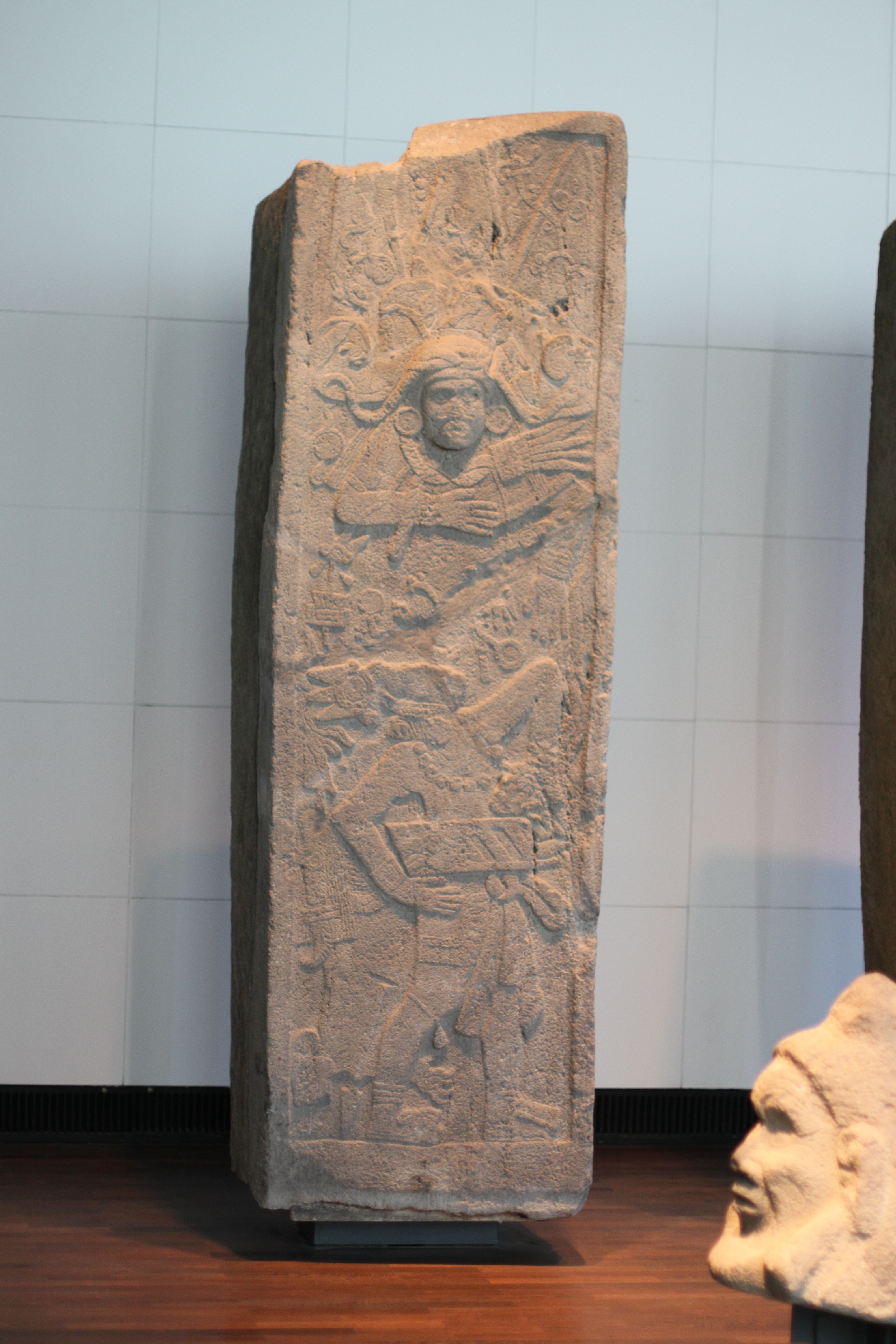
Stele Nr. 4

## Bedeutung
Allen vier Ballspielern ist kein (besiegter) Gegner zugeordnet; das zentrale Thema scheint somit nicht Sieg oder Niederlage – und das häufig damit verknüpfte Thema von Menschenopfern – zu sein; vielmehr scheint die durch das Spiel herbeigeführte Kontaktaufnahme der irdischen mit der jenseitigen Welt die zentrale Rolle zu spielen.
Durch die große Bandbreite der Themen bei gleichzeitigem Fehlen von Inschriften und Datierungen unterscheidet sich die Kunst der Cotzumalhuapa-Kultur von den zeitgleichen künstlerischen Hinterlassenschaften der Maya.